# McG
McG, właśc. Joseph McGinty Nichol (ur. 9 sierpnia 1968 w Kalamazoo) – amerykański producent i reżyser filmowy i telewizyjny.

## Życiorys

### Wczesne lata
Urodził się w Kalamazoo w stanie Michigan. Wychowywał się w Newport Beach, gdzie uczęszczał do Corona del Mar High School razem z Markiem McGrathem, wokalistą punkowej formacji Sugar Ray. Aby uniknąć nieporozumień w gospodarstwie domowym, jego rodzina miała nazywać go McG. Dziwne wyglądający chłopak, którego korzenie Michigan obsadził go w roli outsidera, McG rozwinął pasję do muzyki, zanim zagłębiając się w świecie filmu. W 1992 zdobył licencjat z psychologii na Uniwersytecie Kalifornijskim w Irvine.

### Kariera
Początkowo pracował na lokalnej scenie muzycznej jako fotograf zespołów i muzyków. W 1993 założył wytwórnię nagrań G Recordings. W 1995 szczególnie zajął się produkcją i współtworzeniem tekstów piosenek na pierwszy album zespołu punkowego Sugar Ray i ich przeboju „Fly”.
Zrealizował liczne teledyski dla takich wykonawców jak Cypress Hill „Throw Your Hands In The Air” (1995) i „Illusions” (1996), Sublime „Santeria” (1996), Smash Mouth „Walkin’ on the Sun” (1997), The Offspring „Pretty Fly (for a White Guy)” (1998) i „All Star” (1999) oraz krótki film dokumentalny o zespole Korn – Korn: Who Then Now? (1997), a także reklamy znanych marek Coca-Cola, Major League Baseball czy Gap Inc.
W 2000 przeniósł na duży ekran jeden z najbardziej znanych seriali ABC lat 70. Aniołki Charliego. Chociaż w porównaniu do telewizyjnej produkcji stworzonej przez Aarona Spellinga, w jego komedii sensacyjnej Aniołki Charliego trzy tytułowe bohaterki grane przez Cameron Diaz, Drew Barrymore i Lucy Liu nie mają już pistoletów, a walczą w rytm sztuk walki, tak jak w Matrix. W 2001 za występ w jego debiutanckim kinowym filmie trzy aktorki grające tytułowe bohaterki zdobyły MTV Movie Award jako najlepszy ekranowy zespół, a Cameron Diaz dodatkowo za najlepszą scenę tańca. Zachęcony sukcesem McG wyreżyserował sequel Aniołki Charliego: Zawrotna szybkość (2003), który otrzymał Złotą Malinę jako najgorszy sequel, a krytycy Dallas-Fort Worth Film Critics Association Award okrzyknęli go najgorszym filmem 2004.
Był reżyserem takich filmów i seriali, jak Gliniarze bez odznak (2002), Męski sport (2006) z Matthew McConaughey, NBC Chuck (2007), Terminator: Ocalenie (2009), A więc wojna (2012), Westside (2013, TV), Guilty (2013, TV), 72 godziny (2014) z Kevinem Costnerem, Tajemnice Laury (2014), Kevin from Work (2015), Zabójcza broń (2016) i Shadowhunters (2016). Był też producentem m.in. Życie na fali (2003–2007) czy Nie z tego świata (2005–2013).